# Doryodes tenuistriga
Doryodes tenuistriga  (лат.) — вид бабочек-совок рода Doryodes из подсемейства ленточниц (Catocalinae).. Эндемики Северной Америки.

## Распространение
Северная Америка (атлантическое побережье): США (Луизиана, Техас).

## Описание
Бабочки мелких размеров с заострёнными к вершине передними крыльями. Размах передних крыльев самцов от 16,5 до 18 мм, самок — от 15,5 до 18,5 мм. Сходны с видом Doryodes broui. Передние крылья беловато- или желтовато-коричневые; имеют продольные полосы. Усики самок нитевидные, у самцов — гребенчатые. Брюшко вытянутое, глаза округлые, оцеллии отсутствуют. Вид был впервые описан в 1918 году энтомологами William Barnes (1860—1930) и James Halliday McDunnough (1877—1962). Валидный статус таксона был подтверждён в ходе ревизии рода, проведённой в 2015 году американскими энтомологами Дональдом Лафонтенем (J. Donald Lafontaine, Agriculture and Agri-Food Canada, Оттава, Канада) и Боллингом Салливаном (J. Bolling Sullivan; Beaufort, США).